# Ixora celebica
Ixora celebica är en måreväxtart som beskrevs av Henry Nicholas Ridley och Cornelis Eliza Bertus Bremekamp. Ixora celebica ingår i släktet Ixora och familjen måreväxter. Inga underarter finns listade i Catalogue of Life.